# 宮本里歩
宮本 里歩（みやもと りほ、1994年〈平成6年〉8月24日 - ）は、日本の元タレントであり、女性アイドルグループ・NMB48、アイドルグループ・吉本坂46の元メンバー。2012年11月1日から2015年5月28日まではAKB48と兼任していた。本名および旧芸名、小谷 里歩（こたに りほ）。2016年2月5日から三秋 里歩（みあき りほ）として活動していた。京都府出身。所属事務所は、KYORAKU吉本.ホールディングス → Showtitle（最終所属）。

## 略歴
2010年
9月20日、『NMB48オープニングメンバーオーディション』に合格（応募総数7256名、最終合格者26名）。
10月9日、『Visit Zooキャンペーン応援プロジェクト AKB48 東京秋祭り supported by NTTぷらら』においてNMB48第1期研究生26名の1人として初披露。
2011年
1月1日、大阪市中央区難波千日前のNMB48劇場で『NMB48 1期生「誰かのために」』公演が開催されるが、初日公演には選抜されず、15日に同公演に初出演。
3月10日、NMB48第1期研究生25名の中から16人のうちの1人としてチームNを結成。
2012年
8月24日、『AKB48 in TOKYO DOME 〜1830mの夢〜』初日公演において、AKB48のチーム再編により同グループのチームAを兼任することが発表される。
11月1日、AKB48チームAとの兼任開始。
11月2日、チームAウェイティング公演のスターティングメンバーとして新チームでの活動を開始する。
2013年
4月28日、『AKB48グループ臨時総会 〜白黒つけようじゃないか!〜』最終日の夜公演でAKB48チームA兼任解除が発表される。
5月27日、チームAウェイティング公演での「小谷里歩 送る会」をもってAKB48チームAとの兼任を終了。
7月28日、NMB48劇場で初のソロイベント『小谷里歩独演会 其之壱』を開催し、サプライズで断髪式を行う。NMB48メンバーが独演会を行うのもこれが初めて。
2014年
2月24日、Zepp DiverCityで開催された「AKB48グループ大組閣祭り」でAKB48チーム4との兼任が発表される。
4月24日、この日初日を迎えたAKB48 チーム4 3rd Stage「アイドルの夜明け」公演に出演し、チーム4との兼任活動を開始する。
5月から6月にかけて実施された『AKB48 37thシングル選抜総選挙』では61位で、フューチャーガールズに選出された。
2015年
5月28日、チーム4「アイドルの夜明け」公演での「小谷里歩を送る会」をもってAKB48チーム4との兼任を終了。
5月から6月にかけて実施された『AKB48 41stシングル選抜総選挙』では54位で、フューチャーガールズに選出される。
9月13日、NMB48劇場で行われたチームN「ここにだって天使はいる 小谷里歩生誕祭」公演でNMB48からの卒業を発表。
2016年
2月4日、NMB48劇場において、卒業公演を開催。卒業公演で芸名を「三秋 里歩」（みあき りほ）に改名することを発表。
2月5日、芸名を「三秋 里歩」に改名。
2017年
6月17日、初の主演映画『霊眼探偵 カルテット』が公開。
2018年
8月20日、吉本発坂道シリーズアイドルグループ「吉本坂46」第一期生として合格。
2020年
3月23日、同じ吉本坂46で、同じグループユニット・REDのメンバーであるピン芸人のしゅんしゅんクリニックPとの婚約を発表。あわせて同月末をもって、事務所からの退社も発表した。同日をもって吉本坂46も卒業するが、新型コロナウイルスの影響で延期となっている吉本坂46の握手会には参加。
3月31日、同日をもって、吉本坂46を卒業し、所属事務所も退所。
8月22日、YouTubeにて「りぽぽちゃんねる」を開設。
11月1日、婚約していたしゅんしゅんクリニックPと婚姻届を提出。1年後の2021年11月1日に報告した。
2022年
7月5日、第1子女児を出産。
2025年
4月18日、芸能活動を再開し、プロダクションノータイトルに入所。

## 人物
- 同期の木下百花曰く、「最初はクールな印象」だったが、どこか抜けていて全くクールに見えなくなったらしい。しかし「喋り方がおっとりしてるせいか、独特なペースに巻き込まれてしまう」タイプだという[25]。
- 犬好きで家に4匹飼っている[26]。2匹がチワワで、もう2匹がミニチュアダックスフントのハーフ[27]。さらに2012年の4月には、メスのチワワがもう一匹増えている[28]。
- 好きなアーティストは、安室奈美恵、西野カナ、倖田來未、テイラー・スウィフト、ケシャ、ケイティ・ペリーなど[29]。
- 『ViVi』などのファッション雑誌が好きで[30]、モデルに憧れている。好きなモデルは藤井リナ、長谷川潤、佐々木希[31]。藤井リナは安室奈美恵と並んで、特別に憧れの芸能人である[32]。
- 好きなキャラクターはディズニーのミニーマウスで、グッズをたくさん所持している[33]。
- 女の子の腕のもちもちの部分が好き[34]。NMB48のメンバーでは福本愛菜、山田菜々、山本彩などの二の腕をブログで紹介している。
- NMB48に入る前にエキストラで映画『プリンセス・トヨトミ』に出演している[35]。
- ニックネームは「りぽぽ」。ファンの手紙で「りぽ」と呼ばれたことがあるのと、すぐ照れて真っ赤になることから「ぽ」を加えて「りぽぽ」になった[36]。
- キャッチフレーズは、「こんばんワン! みなさんおいでやす。今日はノッたはる?（イェ〜イ!） おおきに。ほな、はんなり行きますえー[37]。京都府出身、小谷里歩 ○歳、りぽぽって呼んでください」。兼任先のAKB48の公演では、チームA兼任時に横山由依が考案した「山あり、谷あり、小谷あり！」を使用している[11]。
- SKE48のメンバーで仲が良いのは中西優香[38]。また、元HKT48チームHの指原莉乃に推されている[39]。

### NMB48
- 仲の良いNMB48メンバーは、小笠原茉由、沖田彩華、岸野里香[40]。特に小笠原とは「ちゅぽぽ」というコンビを組んでいる[41][42]。さらに小笠原と一緒に「りぃちゃんあまやかし隊」という、近藤里奈を甘やかして可愛がる活動もしている[43]。
- キャプテンの山本彩とは「大親友」[44]。公演初日には選抜漏れしていたステージに初めて出られるようになった際も、「ずっと さや姉と ここで踊りたいと思っていたので 嬉しいです」と言って涙を流していた[45]。また、山本は「もし男だったら付き合いたいメンバー」として小谷を挙げている[46]。
- NMB48チームBIIの梅田彩佳に似ている、と良く言われる[47]。姉妹みたいだとまで言われたことから、梅田も「お姉ちゃん」と呼ぶことを許している[48]。その後は、イベントなどで会うたびにツーショット写真を撮影する仲[49]。
- 『どっキング48』の番組内で極度の怖がり（へたれキャラ）であることが発覚し、番組スタッフから収録に呼ばれる時は、バンジージャンプやお化け屋敷などの怖い企画ばかりになったという[50]。東映太秦映画村のお化け屋敷がリニューアルした際の体験リポートも依頼されている[51]。
- いわゆる霊感がある[52]。お化け屋敷のロケでは数珠を必ず携行しており、「お数珠」と呼んで頼りにしている。「危険な時は、数珠がはじけて身を守ってくれるんですから」とのこと[25]。
- 5thシングル「ヴァージニティー」で結成されたユニット「難波鉄砲隊其之壱」で初センターとなる。当ユニットは前述した映画村のスペシャルサポーターにも就任した（期間限定）。他のメンバーがくノ一のコスチュームなのに対して、小谷は格上である「殿様」役になっている[53]。
- 「キングオブコント2012」に白間美瑠、近藤里奈とトリオ「TMR48」（たむらけんじに命名[54]）を組んで出場したが、一回戦で敗退した。

### AKB48
- 同じ京都出身の先輩である、AKB48の横山由依とは「フライングゲット」劇場盤発売記念大握手会で初めて会話する機会があった[55]。
- Google+における、AKB48グループの部活動では美術部に所属している[56][リンク切れ]。

## NMB48・AKB48在籍時・吉本坂46の参加楽曲

### シングルCD選抜楽曲
NMB48名義
- 絶滅黒髪少女
  - 青春のラップタイム
  - 僕が負けた夏 - 「白組」名義
  - 三日月の背中
- オーマイガー!
  - 僕は待ってる
  - 結晶 - 「白組」名義
- 純情U-19
  - 右へ曲がれ! - 「紅組」名義
- ナギイチ
  - 最後のカタルシス  - 「白組」名義
- ヴァージニティー
  - 妄想ガールフレンド
  - 砂浜でピストル - 「難波鉄砲隊其之壱」名義
- 北川謙二
- 僕らのユリイカ
  - 届かなそうで届くもの
- カモネギックス
- 高嶺の林檎
- らしくない
  - 休戦協定 - 「Team N」名義
- Don't look back!
  - 卒業旅行
  - 恋愛ペテン師 - 「Team N」名義
- ドリアン少年
  - 命のへそ - 「Team N」名義
- 「Must be now」に収録
  - 片想いよりも思い出を…
  - 夢に色がない理由 - 「Team N」名義
  - 俺らとは

AKB48名義
- 「ギンガムチェック」に収録
  - あの日の風鈴 - 「ウェイティングガールズ」名義
- 「UZA」に収録
  - 孤独な星空 - 「Team A」名義
- 「永遠プレッシャー」に収録
  - HA! - 「NMB48」名義
- 「So long !」に収録
  - Ruby - 「篠田TeamA」名義
- 「さよならクロール」に収録
  - イキルコト - 「Team A」名義
- 「鈴懸の木の道で「君の微笑みを夢に見る」と言ってしまったら僕たちの関係はどう変わってしまうのか、僕なりに何日か考えた上でのやや気恥ずかしい結論のようなもの」に収録
  - 君と出会って僕は変わった - 「NMB48」名義
- 「前しか向かねえ」に収録
  - KONJO - 「Talking Chimpanzees」名義
- 「ラブラドール・レトリバー」に収録
  - ハートの脱出ゲーム - 「Team 4」名義
- 「心のプラカード」に収録
  - 性格が悪い女の子 - 「フューチャーガールズ」名義
- 「希望的リフレイン」に収録
  - 目を開けたままのファーストキス - 「Team 4」名義
  - 歌いたい - 「かとれあ組」名義
- 「Green Flash」に収録
  - パンキッシュ - 「NMB48」名義
- 「ハロウィン・ナイト」に収録
  - 君にウェディングドレスを… - 「フューチャーガールズ」名義

吉本坂46名義
- 「泣かせてくれよ」に収録
  - 君の唇を離さない - 「RED」名義
- 「今夜はええやん」に収録
  - やる気のない愛をThank you！ - 「RED」名義
- 不能ではいられない
  - めっけもん

### アルバムCD選抜楽曲
NMB48名義
- 『てっぺんとったんで!』に収録
  - てっぺんとったんで!
  - 12月31日
  - Lily - 「チームN」名義
- 『世界の中心は大阪や 〜なんば自治区〜』に収録
  - イビサガール
  - “生徒手帳の写真は気に入っていない”の法則
  - 電車を降りる - 「Team N」名義

AKB48名義
- 『ここにいたこと』に収録
  - ここにいたこと
- 『1830m』に収録
  - 青空よ 寂しくないか?
- 『次の足跡』に収録
  - After rain
- 『ここがロドスだ、ここで跳べ!』に収録
  - 涙は後回し - 「峯岸Team 4」名義
  - 生き続ける

### その他の参加楽曲
- シングルCD「やさしくするよりキスをして」（「渡辺美優紀」名義、2014年12月24日発売）
  - 春風ピアニッシモ - 「AKB48」名義

### 劇場公演ユニット曲

#### NMB48名義
チームN 1st Stage「誰かのために」
- 投げキッスで撃ち落せ!

チームN 2nd Stage「青春ガールズ」
- 雨の動物園
※上西恵のアンダー

チームN 3rd Stage「ここにだって天使はいる」
- 何度も狙え!
- 100年先でも

#### AKB48名義
篠田チームA ウェイティング公演
- スカート、ひらり（チームA 1st Stage「PARTYが始まるよ」）
※川栄李奈、岩田華怜のアンダー
- 純愛のクレッシェンド（チームA 4th Stage「ただいま恋愛中」）
- 天使のしっぽ（チームB 3rd Stage「パジャマドライブ」）
※川栄李奈のアンダー
- ガラスのI LOVE YOU（チームA 2nd Stage「会いたかった」）
※岩田華怜のアンダー

峯岸チーム4「アイドルの夜明け」公演
- 愛しきナターシャ

## 出演

### テレビ
NMB48としての出演
- スター姫さがし太郎「NMB48プロジェクト」（2010年9月11日 - 2011年9月24日、テレビ東京）
- どっキング48（2011年4月19日 - 2013年3月26日、関西テレビ）
- なにわなでしこ（2011年8月9日 - 8月30日、日本テレビ）
- ケンコバ・陣内・たむけんのめっちゃええやん! 韓国旅 食べチャ〜買っチャ〜キレイになっチャ〜100連発!!（2012年3月25日、関西テレビ）[注 1]
- NMB48 げいにん!!2（2013年4月3日 - 6月19日、日本テレビ）
  - NMB48 げいにん!!!3（2014年7月5日 - 9月20日、日本テレビ）
- ケンコバ×陣内×たむけん 同期の桜PRESENTS大切な女性おもてなしツアーinソウル（2014年1月4日、関西テレビ）
- ブラックミリオン（2013年4月6日 - 2014年3月29日、テレビ東京）
- NMBとまなぶくん（2013年4月11日 - 2016年2月4日、関西テレビ）
- ワケあり!レッドゾーン（2015年4月5日 - 2016年1月10日、読売テレビ） - アシスタント、不定期出演

三秋 里歩としての出演
- ワケあり!ヒットゾーン（2016年2月13日 - 、読売テレビ） - 不定期出演
- 解決!ナイナイアンサー（2015年10月27日 - 、日本テレビ） - 改名前から不定期出演
- アイドリーーーム!!（2016年4月3日 - 9月25日、Kawaiian TV） - MC
- 超ハマる!爆笑キャラパレード（2016年5月7日 - 、フジテレビ） - 不定期出演
- おとな三秋（2016年10月2日 - Kawaiian TV） - 初の冠番組。アイドリーーーム!!の後番組。

### テレビドラマ
- So long ! 第1夜（2013年2月11日、日本テレビ）
- でも、結婚したいっ！～BL漫画家のこじらせ婚活記～ （2017年4月4日、フジテレビ）

### 映画
- プリンセス・トヨトミ（2011年5月28日、東宝） - エキストラで出演
- NMB48 げいにん!THE MOVIE お笑い青春ガールズ!（2013年8月1日、よしもとクリエイティブ・エージェンシー） - 小谷里歩 役
- NMB48 げいにん!THE MOVIE リターンズ 卒業!お笑い青春ガールズ!!新たなる旅立ち（2014年7月25日、よしもとクリエイティブ・エージェンシー） - 小谷里歩 役
- 霊眼探偵 カルテット（2017年6月17日） - 主演・森川アイカ 役

### ラジオ
- よしもと祇園花月Presents GIONラジオ「NMB48放課後ニュース」（2011年10月3日 - 2016年2月3日、KBS京都） - 週替わりMC
- NMB48学園〜こちらモンスターエンジン組〜（2012年7月7日・2014年7月19日・26日、ABCラジオ）※山本彩、山田菜々の代役で出演

### インターネット番組
- 三秋里歩のHappy Life（2016年10月24日 - 、生テレ）
- 楽天スーパーライブTV（楽天市場サイト内）
- 恋愛ドラマな恋がしたい（2018年5月26日 - 7月28日、AbemaTV） - りぽぽ 役

### CM
- 江崎グリコ 『ブレオ』（2011年3月）
- 東映京都スタジオ『東映太秦映画村』（2012年）
- オズビジョン ハピタス「スマホの住人」篇（2018年11月29日 - ）[57]

### 舞台
- 演劇ユニット キャットミント隊 #10 『アンジェラ』（2016年2月17日 - 20日、新宿村LIVE） - プリンセス・エストリーナ 役
- ミラクリ（2016年5月13日 - 15日、THEATER BRATS） - ケイティ 役[58]
- 神保町花月×幻冬舎キャラクターノベル舞台企画『昨日の君は、僕だけの君だった』（2016年8月11日 - 14日、神保町花月） - 樫井佐奈 役
- 演劇ユニット キャットミント隊 #11 『人魚外伝〜Anecdote of Mermaid〜』（2016年9月15日 - 19日、シアターサンモール） - 人魚カーネリアン 役
- 神保町花月×幻冬舎文庫ライトノベル舞台企画『片見里、二代目坊主と草食男子の不器用リベンジ』（2016年11月2日 - 5日、神保町花月） - 倉内美和 役
- PRISM NANA PROJECT「まじかるすいーと プリズム・ナナ ザ・スターリーステージ」（2017年9月13日 - 18日、サンシャイン劇場） - 鷲岡至（ヒートナナ） 役
- ダンガンロンパ3 THE STAGE 2018～The End of 希望ヶ峰学園～（2018年7月20日 - 23日、サンシャイン劇場 / 7月27日 - 29日、森ノ宮ピロティホール / 8月3日 - 13日、ヒューリックホール東京） - 月光ヶ原美彩 役[59]

### イベント
NMB48時代
- 小谷里歩独演会（NMB48劇場）
  - 其之壱〜小谷里歩を知ってもらう60分〜（2013年7月28日）
  - 其之弐（2013年11月30日）
  - 其之参（2014年6月28日）

三秋里歩として
- 吉本新喜劇×お笑いまつりin板橋（2016年3月12日、板橋区立文化会館）
- THE EMPTY STAGE 7 colors（2016年5月5日、BENOA銀座）
- THE EMPTY 2016 SUMMER（2016年8月8日・10日・11日 - 13日、BENOA銀座）
- おかまーちゅんチャンネル 夏のオールナイト 公開生おかまーちゅんSP！！（2016年8月18日・19日、よしもと∞ホール）
- 門脇佳奈子と三秋里歩のトークイベント vol.1（2016年9月23日、FLAME TOKYO）

## 書籍

### 写真集
- 蛇口（2015年9月15日発売、学研パブリッシング ISBN 978-4-05-406329-7）[60]

### 雑誌連載
- NMB48 小谷里歩のチャレンジ・ザ・てっぺん（2013年8月1日 - 2016年1月7日、大阪スポーツ） - 毎月第一木曜日紙面。

### カレンダー
- 卓上 小谷里歩 2015年カレンダー（2014年12月13日、ハゴロモ）